# 吉田一彦 (サッカー選手)
吉田 一彦（よしだ かずひこ、1994年10月27日 - ）は、東京都日野市出身の元サッカー選手。ポジションは主にディフェンダー（DF）。

## 来歴
FC東京の下部組織出身。突破力に長ける右サイドバックとしてチャンスに絡み、2010年の国体では全試合完封及び決勝戦で得点を挙げ優勝に貢献した。
2013年、尊敬する廣木雄磨を追いかけて、東京学芸大学へ進学。4年次には副将を務めた。
2017年、ヴァンラーレ八戸へ加入。しかし10月に退団を発表。

## 所属クラブ
- 平山FCA[2]
- 2007年 - 2009年 FC東京U-15むさし
- 2010年 - 2012年 FC東京U-18 (東京都立日野高等学校[9])
- 2013年 - 2016年 東京学芸大学蹴球部
- 2017年 - 2017年10月  ヴァンラーレ八戸
- 2018年 -  SC Westfalia Herne

## 個人成績
| 国内大会個人成績 | 国内大会個人成績 | 国内大会個人成績 | 国内大会個人成績 | 国内大会個人成績 | 国内大会個人成績 | 国内大会個人成績 | 国内大会個人成績 | 国内大会個人成績 | 国内大会個人成績 | 国内大会個人成績 | 国内大会個人成績 |
| 年度             | クラブ           | 背番号           | リーグ           | リーグ戦         | リーグ戦         | リーグ杯         | リーグ杯         | オープン杯       | オープン杯       | 期間通算         | 期間通算         |
| 年度             | クラブ           | 背番号           | リーグ           | 出場             | 得点             | 出場             | 得点             | 出場             | 得点             | 出場             | 得点             |
| 日本             | 日本             | 日本             | 日本             | リーグ戦         | リーグ戦         | リーグ杯         | リーグ杯         | 天皇杯           | 天皇杯           | 期間通算         | 期間通算         |
| ---------------- | ---------------- | ---------------- | ---------------- | ---------------- | ---------------- | ---------------- | ---------------- | ---------------- | ---------------- | ---------------- | ---------------- |
| 2017             | 八戸             | 17               | JFL              | 1                | 0                | -                | -                | 0                | 0                | 1                | 0                |
| 通算             | 日本             | 日本             | JFL              | 1                | 0                | -                | -                | 0                | 0                | 1                | 0                |
| 総通算           | 総通算           | 総通算           | 総通算           | 1                | 0                | -                | -                | 0                | 0                | 1                | 0                |

## 代表歴
- 2010年  U-16日本代表[3]

## タイトル
- 国民体育大会サッカー競技 (2010年)
- JFAプリンスリーグU-18関東 (2010年)